# 许亚
许亚（1915年—1982年），原名徐耀华，曾用名陈伯英、陈英、陈大信，男，江苏省张家港市南丰人，中华人民共和国政治人物、曾任福建省人民委员会副省长、中共福建省委书记。

## 生平
1933年从苏州中学毕业后，加入中国共产主义青年团并任苏州特别支部委员。次年到上海，历任共青国江苏省巡视员、组织部长、代书记、书记等职，1935年加入中国共产党。次年被捕，关押在上海提篮桥监狱。1941年获释后，任中共苏北盐阜区委巡视员、中共淮安县县委书记。第二次国共内战期间，历任中共淮海地委组织部副部长、华东局工部陇海工委书记、中共宿北县县委书记、中共淮海地委组织部部长、华中局工委华中党校副书记、中共苏州地委副书记等职。
中华人民共和国成立后，先后出任福州市市长、市委书记，福建省计委主任、福建省人民委员会副省长、省委书记。文化大革命中受到迫害，晚年曾任中共福建省委顾问。1982年在上海病逝。